# Abierto Mexicano de Tenis 2011
El Torneo de Acapulco (Abierto Mexicano Telcel) es un evento de tenis perteneciente al ATP World Tour en la serie 500 y en la WTA a los WTA International Tournaments. Se juega del 21 al 27 de febrero en Acapulco (México).

## Campeones
- Individuales masculinos:  David Ferrer derrotó a  Nicolás Almagro por 7-6(4), 6-7(2) y 6-2.

- Individuales femenino:  Gisela Dulko derrotó a  Arantxa Parra por 6-3 y 7-6(5).

- Dobles masculinos:  Victor Hănescu/ Horia Tecău a  Marcelo Melo/ Bruno Soares por 6-1 y 6-3.

- Dobles femenino:  Mariya Koryttseva /  Ioana Raluca Olaru  derrotó a  Lourdes Domínguez Lino /  Arantxa Parra Santonja, 3-6, 6-1, [10-4].